# Tejutla
Tejutla är en kommunhuvudort i Guatemala.   Den ligger i departementet Departamento de San Marcos, i den västra delen av landet, 150 km väster om huvudstaden Guatemala City. Tejutla ligger 2 491 meter över havet och antalet invånare är 2 653.
Terrängen runt Tejutla är kuperad. Runt Tejutla är det tätbefolkat, med 257 invånare per kvadratkilometer. Närmaste större samhälle är Comitancillo, 9,7 km öster om Tejutla. I omgivningarna runt Tejutla växer huvudsakligen savannskog.